# Port lotniczy Toamasina
Port lotniczy Toamasina (IATA: TMM, ICAO: FMMT) – port lotniczy położony w Toamasina, w Madagaskarze.

## Linie lotnicze i połączenia
| Linia Lotnicza | Kierunek                                  |
| -------------- | ----------------------------------------- |
| Air Austral    | 1. Reunion                                |
| Air Madagascar | 1. Antananarywa Sezonowo: 1. Sainte Marie |